# Spirostreptus indus
Spirostreptus indus är en mångfotingart som först beskrevs av Linnaeus.  Spirostreptus indus ingår i släktet Spirostreptus och familjen Spirostreptidae. Inga underarter finns listade i Catalogue of Life.